# HAGISO
HAGISO（はぎそう）は、東京都台東区谷中にある木造アパートを改修した最小文化複合施設。

## 概要
1階にカフェ（HAGI CAFE）、アートギャラリー（HAGI ART）、2階にhanareレプション、日替わりサロン（HAGI SALON）などを擁する。
1955年築の木造アパート「萩荘」を建築家の宮崎晃吉らがリノベーションし、2013年3月にオープンした。

## 歴史
1955年竣工の2階建て入母屋造りの木造アパート。隣接する寺院宗林寺が所有するアパートとして建築された。宗林寺の境内には旧来から多くの萩が植えられており、通称「萩寺」と呼ばれていたことから「萩荘」と名付けられた。
2000年頃から空き家となっていたが、2004年に東京芸大を中心とした学生がシェアハウスとして利用し始める。
2011年の東日本大震災を期に解体が予定されていたが、元住民らが企画した「建物のお葬式」としてのアートイベント「ハギエンナーレ2012」によって3週間で約1500人の来場を得たことをきっかけに、住民の一人であった宮崎晃吉らの声がけによって解体から一転、活用されることとなった。
その後、改修期間を経て、2013年3月9日「最小文化複合施設 HAGISO」として開業。

## アクセス
鉄道
- JR日暮里駅より徒歩10分
- 地下鉄千代田線・千駄木駅より徒歩10分